# Bian Ka
Bian Ka (née le 5 janvier 1993) est une athlète chinoise, spécialiste du lancer du poids.

## Biographie
Médaillée de bronze des championnats du monde juniors 2012, elle remporte la médaille d'argent des championnats d'Asie en salle 2014, et la médaille de bronze des championnats d'Asie 2015. Elle est éliminée au stade des qualifications lors des Jeux olympiques de 2016.

## Palmarès
| Date | Compétition                    | Lieu      | Résultat | Marque  |
| ---- | ------------------------------ | --------- | -------- | ------- |
| 2012 | Championnats du monde juniors  | Barcelone | 3e       | 16,48 m |
| 2014 | Championnats d'Asie en salle   | Hangzhou  | 2e       | 16,60 m |
| 2015 | Championnats d'Asie            | Wuhan     | 3e       | 17,78 m |
| 2016 | Championnats du monde en salle | Portland  | 10e      | 17,34 m |
| 2017 | Championnats du monde          | Londres   | 12e      | 17,60 m |
| 2017 | Jeux asiatiques en salle       | Achgabat  | 1re      | 17,34 m |

## Records
| Épreuve         | Épreuve   | Performance | Lieu   | Date              |
| --------------- | --------- | ----------- | ------ | ----------------- |
| Lancer du poids | Plein air | 18,71 m     | Suzhou | 25 septembre 2015 |
| Lancer du poids | Salle     | 18,12 m     | Pékin  | 28 janvier 2016   |